# Coleeae
A Coleeae az ajakosvirágúak (Lamiales) rendjében a szivarfafélék (Bignoniaceae) családjának egyik nemzetségcsoportja. 1976 előtt a lopótökfafélék (Crescentieae) neotropikus nemzetségcsoportjával közös taxonnak (alosztálynak) tekintették. Az elkülönítés alapja a jelentős földrajzi távolság volt, de a későbbi genetikai vizsgálatok a szétválasztás helyességét megerősítették.

## Származása, elterjedése
A taxon valószínűleg Madagaszkáron fejlődött ki; a szigeten közel endemikus. A Kigelia nemzetség egyetlen faja, a kolbászfa (Kigelia africana) Afrika esőerdőiben él; rendszertani helyzete azonban még bizonytalan.

## Életmódja, élőhelye
A nemzetségcsoport Madagaszkáron magassági szinttől függetlenül a csapadékosabb erdőket kedveli: a száraz erdőkben mindössze három fajt találunk A legtöbb faj elterjedési területe kicsi; emiatt veszélyeztetettek.